# Step in the Arena
Step in the Arena è il secondo album del gruppo rap Gang Starr, pubblicato il 15 gennaio 1991. L'album ha avuto riscontri positivi dalla critica, ricevendo 3,5 su 5 da The Source magazine. Nel 1998 è stato inserito nella lista dei migliori 100 album Hip-Hop, stilata da The Source e nel 2007 è stato nominato il più grande album hip-hop di tutti i tempi da IGN.com . La canzone "Who's Gonna Take the Weight" è stata remixata da DJ Premier per il videogioco Grand Theft Auto IV, inoltre è stata inserita in Skate It e Skate 2, mentre Just to Get a Rep è stata inserita in Thrasher: Skate and Destroy.

## Tracce
1. "Name Tag (Premier & The Guru)"
2. "Step in the Arena"
3. "Form of Intellect"
4. "Execution of a Chump (No More Mr. Nice Guy Pt. 2)"
5. "Who's Gonna Take the Weight?"
6. "Beyond Comprehension"
7. "Check the Technique"
8. "Lovesick"
9. "Here Today, Gone Tomorrow"
10. "Game Plan"
11. "Take a Rest"
12. "What You Want this Time?"
13. "Street Ministry"
14. "Just to Get a Rep" (short version)
15. "Say Your Prayers"
16. "As I Read My S-A"
17. "Precisely the Right Rhymes"
18. "The Meaning of the Name"
19. "Credit Is Due" [Bonus track per il Giappone]

## Samples
Beyond Comprehension
- "Up on Cripple Creek" di The Band
- "Soul II Soul" di Soul II Soul

Check the Technique
- "California Soul" di Marlena Shaw
- "Keep Your Eyes on the Prize" di Marley Marl
- "To Da Break of Dawn" di LL Cool J

Just to Get a Rep
- "E.V.A." di Jean-Jacques Perrey
- "Funky for You" di Nice & Smooth

Love Sick
- "Trying to Make a Fool of Me" di The Delfonics
- "Never Had a Dream" di Ohio Players
- "Pain" di Ohio Players
- "I Need Love" di LL Cool J
- "The Humpty Dance" di Digital Underground

Say Your Prayers
- "Wilford's Gone" di The Blackbyrds

Take a Rest
- "Give It Up" di Kool & the Gang
- "Funky Miracle" di The Meters
- ""T" Plays It Cool" di Marvin Gaye
- "Right on for the Darkness" di Curtis Mayfield
- "Rapper's Delight" di Sugarhill Gang
- "UFO" di ESG
- "Poetry" di Boogie Down Productions
- "Taxing" di Special Ed

Execution of a Chump
- "Don't It Drive You Crazy" di Pointer Sisters

Form of Intellect
- "Better Half" di Maceo Parker
- "Dope Beat" di Boogie Down Productions
- "Holy War (Live)" di Divine Force
- "Funky Technician" di Lord Finesse

Here Today, Gone Tomorrow
- "Crosswind" di Billy Cobham
- "You'll Like It Too" di Funkadelic
- "Just Rhymin' With Biz" di Big Daddy Kane
- "Ease Back" di Ultramagnetic MC's

Name Tag (Premier & the Guru)
- "Fantasy Interlude" di The Originals

Precisely the Right Rhymes
- "Outside Love" di Brethren
- "Magdalena" du Leo Sayer
- "Droppin' Science" di Marley Marl

Step in the Arena
- "Never Let 'Em Say" di Ballin' Jack
- "Bumpin' Bus Stop" di Thunder e Lightning
- "Four Play" di Fred Wesley e The Horny Horns
- "The Day You're Mine" di Big Daddy Kane

Street Ministry
- "Leaward Winds" di Billy Cobham

The Meaning of the Name
- "Reading the Comics" di Fiorello La Guardia
- "With Respect to Coltrane" di Tom Scott

What You Want This Time
- "Nose Job" di James Brown
- "Life (Is What You Make It)" di Frighty & Colonel Mite

Who's Gonna Take the Weight?
- "Parrty" by Maceo Parker
- "To Da Break of Dawn" di LL Cool J

As I Read My S-A
- "Easy to Be Hard" di Kole & Param